# Jannah
Jannah (arabe : جَنَّة) est un des termes « généralement utilisés pour désigner le paradis dans le Coran ». Dans le Coran, la notion de paradis peut évoquer le paradis originel dans lequel vivait Adam, dans une conception très proche de celle du Livre de la Genèse, ce sont aussi des jardins dans lesquels vont les croyants après leur mort. Cette conception est quant à  elle différente de la conception biblique du Paradis. En effet, une description aussi précise d'une "géographie céleste" est absente du judaïsme et du christianisme. Elle "constitue une originalité fondamentale de l'eschatologie musulmane".

## Étymologie
Pour les philologues musulmans, le nom est issu de la racine arabe janna (جنّ) "ce qui est couvert" et désigne par extension un jardin et par antonomase, le paradis. Ce terme est aussi parfois utilisé pour désigner des jardins terrestres comme dans la sourate 36. Le terme apparaît 40 fois, dans le Coran, sous sa forme plurielle. Dans la Genèse, le terme gan signifie le jardin, en hébreu.
Le paradis est aussi appelé par le terme Firdaws. Le terme fardes possède dans la Bible le sens de jardin et dans le Nouveau Testament celui de paradis. Selon plusieurs commentaires traditionnels, ce terme désignerait le niveau le plus élevé du paradis.
Onze fois, le terme Eden apparait dans le Coran pour désigner le paradis des croyants après leur mort, alors qu'il désigne, dans la Bible, le paradis du premier homme. Un homonyme de ce terme désignant la jouissance permet de décrire ce lieu comme un jardin des délices, concept présent dans plusieurs sourates coraniques.

## Le premier paradis

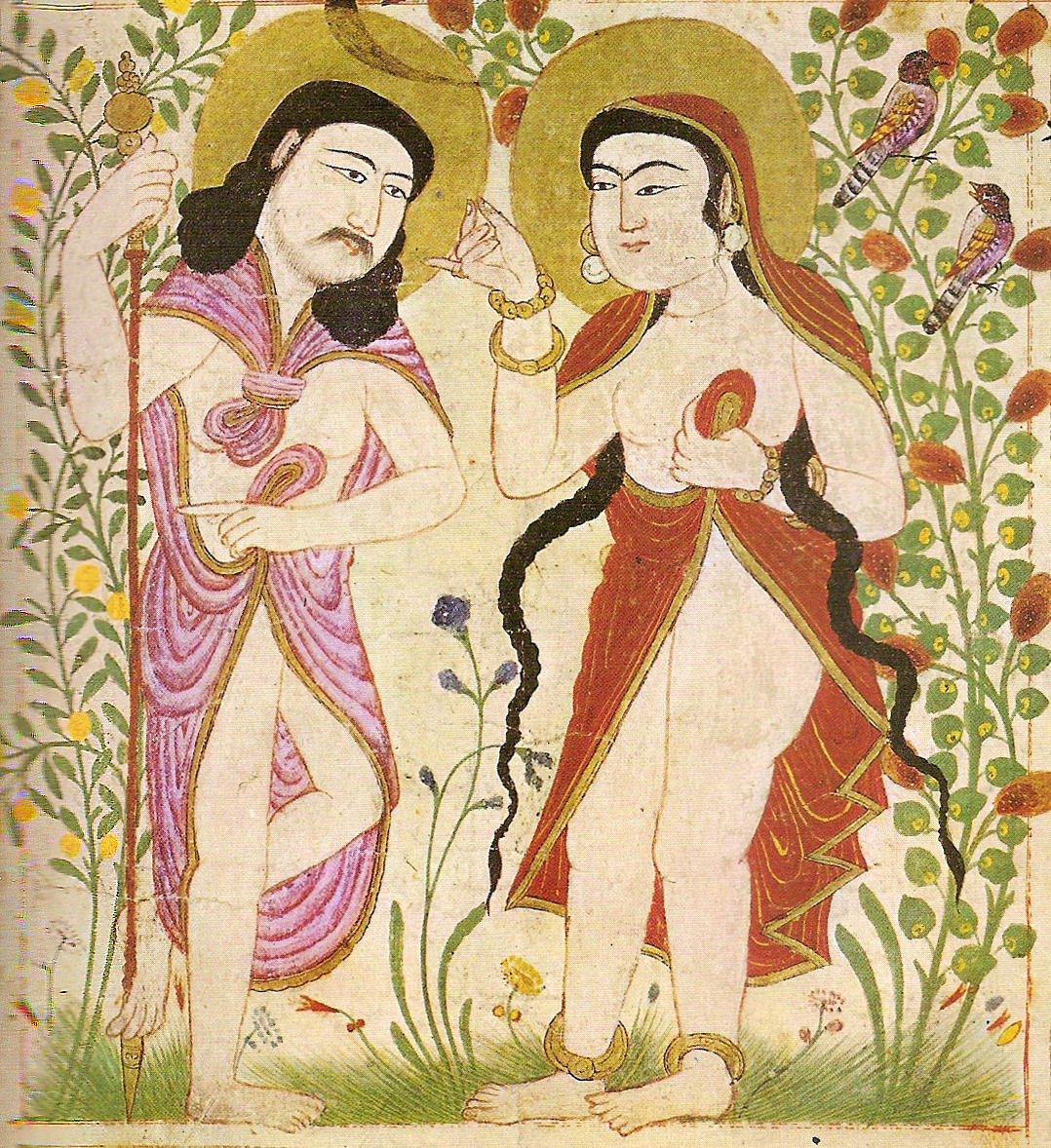
« Adam et Ève », art islamique mongol, Manâfi' al-Hayawân, Maragah (Iran), 1294-99.

Il est commun aux cultures proche-orientales de placer l'origine de l'humanité dans un jardin. Sa description, que l'on retrouve dans le Livre de la Genèse, est présente de manière similaire dans le Coran. À la différence du texte biblique, le Coran ne fournit pas de description précise de ce lieu, si ce n'est qu'il est situé en hauteur. Les quatre fleuves bibliques se retrouvent plutôt dans la description du paradis des croyants.
La sourate 2:35 précise "Ô Adam ! Habite le paradis, toi et ton épouse ! Mangez de ses fruits comme vous le voudrez ; mais ne vous approchez pas de cet arbre, sinon vous serez du nombre des injustes". Dans le Coran, Adam est le premier humain et le père de l'humanité. Il acquiert par la tradition une dimension prophétique. Le récit musulman suit dans les grandes lignes le récit biblique mais a intégré des éléments des traditions juives (principalement) et chrétienne. Les récits légendaires sur Adam, fortement inspirés des écrits juifs, ont eu une grande importance à l'époque post-coranique. Dans le Paradis, Adam et Eve n'ont ni faim, ni soif... Si l'idée de péché originel est absente de l'islam, l'idée de tentation, d'exclusion du paradis et de chute sont présentes dans le Coran. Le récit de la connaissance des noms est suivi de la chute d’Adam. Si dans le Coran, Satan est le tentateur, les commentateurs font parfois intervenir un serpent, sous l’influence des écrits judéo-chrétiens. « Les commentateurs ne mettent pas en doute le fait qu’Adam a commis une faute, mais sous l’influence du dogme de l’impeccabilité prophétique, ils s’efforcent d’en minimiser le poids ». Pour certains, la faute est rejetée sur le serpent ou sur Ève, tandis que pour d’autres, la mission prophétique d’Adam ne commence qu’après la chute.

## Le paradis des croyants
Dans le Coran se trouvent de nombreuses mentions du paradis promis aux croyants. Les croyants y seront servis par de belles personnes, ils porteront de beaux vêtements. Sont décrits les étoffes, les pierres précieuses, les parfums. En revanche, "les descriptions de la topographie paradisiaque sont au contraire peu précises". Toute une littérature s'est développée sur ce sujet, jusqu'à nos jours. Elle décrit ses portes, les créatures célestes..."jusqu'au mobilier du paradis" : « [t]rès nombreux sont les hadîths consacrés au paradis et à la vie paradisiaque. Leur tendance dominante est un littéralisme qui insiste sur la réalité et le détail des délices sensibles. ». Les descriptions prolifiques et très matérielles du paradis furent rejetées par différents courants, comme les rationalistes mu'tazilites en raison de l'approche anthropomorphique de ces descriptions, par les mystiques ou, à l'époque contemporaine, par des réformistes dans la tradition de Ghazali. Ces visions sont encouragées par le discours médiatiques des prêcheurs du Proche Orient, « en particulier du courant wahhabite de l’islam provenant de l’Arabie saoudite ».
Dans le Coran, ce paradis est situé sur un lieu en hauteur, des murs l'entourent et une ou plusieurs portes les percent. Il s'agit d'un jardin où coule l'eau des ruisseaux. La sourate 47:15 précise la présence de quatre fleuves, l'un d'eau, le second de lait, le troisième de vin et le dernier de miel. La description de ce verset reprend celle de l'Ascension de Moïse, texte juif du Ier siècle et de l'Apocalypse de Paul, texte chrétien du IVe siècle. La tradition nomme une source Kaouthar, terme présent dans le Coran que dans "un contexte peu explicite". La compréhension de ce terme comme un nom propre est, pour Nöldeke et Schwally, "erronée". Pour Luxenberg, ce terme n'est pas arabe mais provenant du syriaque signifierait "persistance" ou "constance". Ce sens est confirmé par Dye et Kropp.

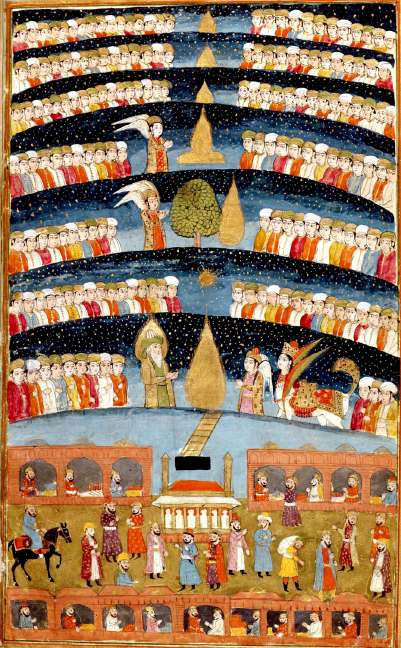
Le Paradis de l'Islam du prophète Mahomet (Jannah) miniature persane de la Bibliothèque nationale de France de Paris.

Dans le paradis se trouvent des fruits et des denrées alimentaires dans de la vaisselle précieuse, en or, argent ou cristal. Ils sont servis par des échanson et des houris. Le terme Houri pose question aux chercheurs puisque la compréhension classique « a quelque chose de saugrenu ». Sous le pseudonyme de Christoph Luxenberg, un spécialiste allemand du Coran conclut à une utilisation erronée du mot houri. Le texte original ferait, selon cette lecture, référence à des « raisins blancs » plutôt qu'à des « vierges » en guise de récompenses célestes. Les recherches de ce chercheur,,, et, en particulier, cette thèse a été débattue par les islamologues. Dye ne prend pas parti sur l’exactitude de la thèse de Luxenberg mais trouve celle de Van Reeth plus convaincante. Pour cet auteur, les descriptions coraniques paradisiaques s'inscrivent dans une longue tradition textuelle (incluant l'apocalypse de Baruch, Papias...). Pour ce dernier, ce verset évoquerait le banquet eucharistique, avec des références au fruit de la vigne, à la Perle cachée (signifiant une parcelle eucharistique dans le contexte syriaque), dans une conception proche du manichéisme...Pour Dye, « La possibilité que les images d’Éphrem [...] aient été mal comprises [...] soit par le rédacteur du texte (les houris seraient alors bien dans le Coran), soit par la tradition musulmane postérieure, dans la mise en place des points diacritiques et des voyelles, et dans l’interprétation du texte, me paraît une hypothèse plausible. ». Pour Boisliveau, il est possible de concilier les différentes interprétations en retrouvant l'histoire du texte coranique. A propos de la description paradisiaque de la sourate 37, une première strate évoquerait des délices fruitiers, tandis qu'une plus récente aurait intégré des plaisirs sexuels, sous l'influence peut-être de textes zoroastriens.

## Habitants du paradis
Selon la sourate 56, trois groupes de personnes sont les habitants futurs du paradis. Il s'agit des compagnons de la droite, utilisant une phraséologie parallèle à l'Evangile de Matthieu, "ceux qui sont devant", et les "proches". Pour Bell, ce passage est tardif. Une telle division tripartite est déjà présente dans les écrits d'Ephrem et ceux de l'Apocalypse d'Abraham,. D'autres groupes sont évoqués dans d'autres sourates.
Ce lieu extraordinaire et incommensurable est réservé, selon le Coran et la tradition islamique, aux croyants préislamiques et aux musulmans pieux dans l'Au-delà pour l'éternité.

## Représentations
L'art musulman a, à nombreuses reprises, représenté le paradis. Ainsi, les représentations végétales sont courantes dans l'architecture funéraire ou en lien avec l'Ascension de Mahomet.